# Brothers (album de The Black Keys)
Pour les articles homonymes, voir Brothers.
Albums de The Black Keys
Blakroc
(2009) El Camino
(2011)
Brothers est le sixième album du groupe de blues rock The Black Keys paru le 18 mai 2010. Annoncé le 2 mars 2010 par Pitchfork, il s'agit du troisième disque produit par le groupe pour le label Nonesuch. L'album fut bien reçu par les critiques qui le classèrent assez bien dans leurs classements comme le magazine Rolling Stone qui mit l'album en deuxième position de leur classement du meilleur album en 2010.
L'album a gagné le Grammy Award du meilleur album de musique alternative. L'album commença en 3e position au classement Billboard 200 avec 73 000 copies vendues la semaine de sa sortie, devenant ainsi l'album le mieux classé du groupe. L'album est disque d'or aux États-Unis où il a dépassé la barre des 500 000 copies vendues en janvier 2011.
Le titre I'm Not The One a été repris par la célèbre soul woman, Bettye LaVette.

## Musiciens
- Dan Auerbach : guitare et chant
- Patrick Carney : batterie
- Nicole Wray : choriste

## Liste des titres
Tous les morceaux sont des compositions de Dan Auerbach et Patrick Carney sauf indication contraire.
1. Everlasting Light - 3:24
2. Next Girl - 3:18
3. Tighten Up - 3:31
4. Howlin' for You - 3:12
5. She's Long Gone - 3:06
6. Black Mud - 2:10
7. The Only One - 5:00
8. Too Afraid to Love You - 3:25
9. Ten Cent Pistol - 4:29
10. Sinister Kid - 3:45
11. The Go Getter - 3:37
12. I'm Not the One - 3:49
13. Unknown Brother - 4:00
14. Never Gonna Give You Up - 3:39 - (Kenneth Gamble, Leon Huff, Jerry Butler)
15. These Days - 5:12

Titres Bonus :
- Ohio - 4:29 (vinyle 7" ou en téléchargement gratuit pour les membres du site web du groupe)
- Howlin' for You (feat. Prins Thomas Diskomiks) - 7:27 (disponible sur iTunes)

## Production
- Danger Mouse : producteur de Tighten Up
- Kennie Takashi : ingénieur du son sur Tighten Up
- Mark Neill : coproducteur et ingénieur du son sur le reste de l'album